# 普達斯耶爾維

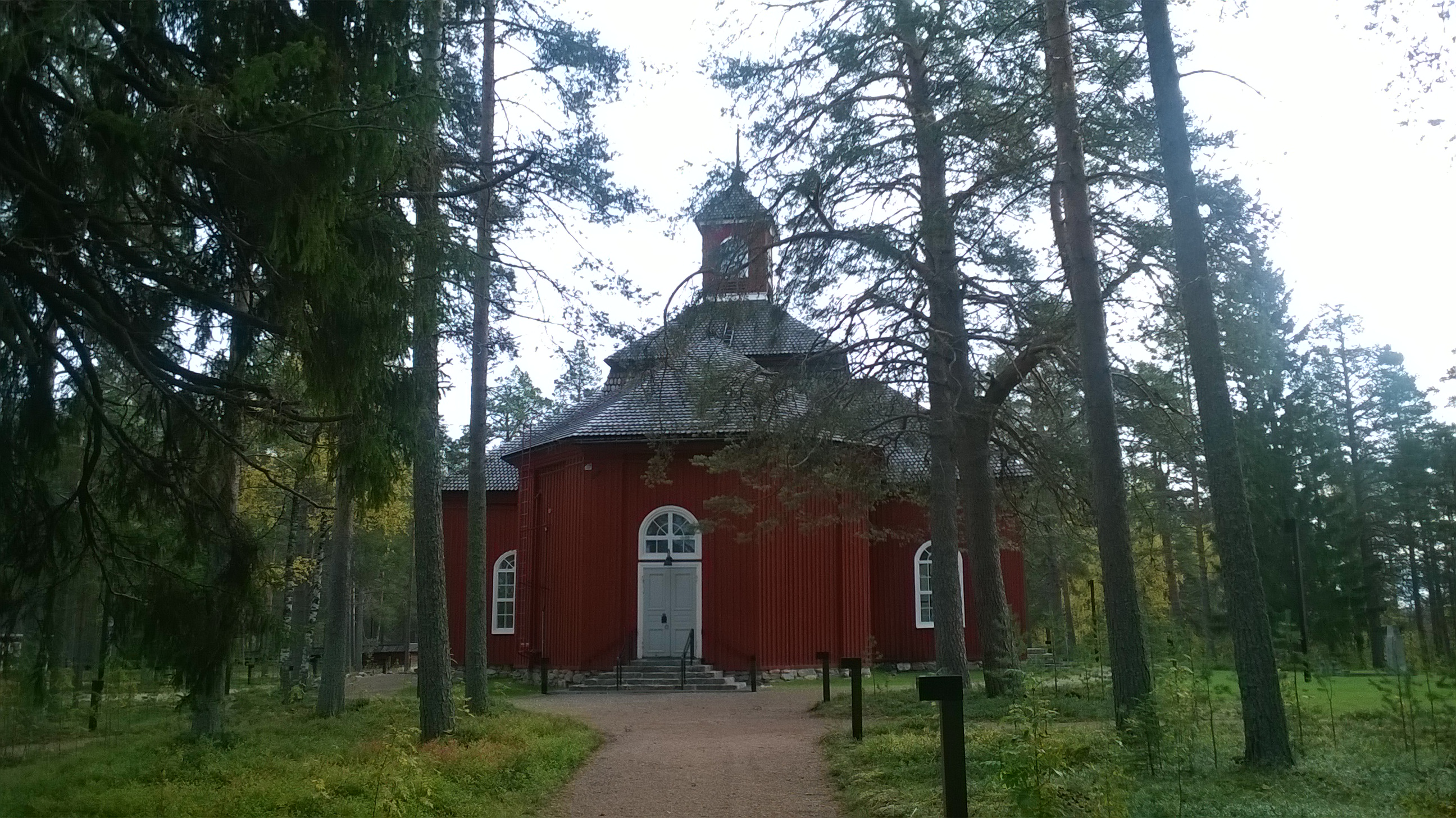
普達斯耶爾維教堂

普達斯耶爾維（芬蘭語：Pudasjärvi）是芬蘭北博滕區的城市，位於該國中部，距離奧盧80公里，面積5,867.24平方公里，2012年人口8,717，其中約99%居民的母語是芬蘭語。

## 外部連結
- 普達斯耶爾維市官方网站 （页面存档备份，存于） （文） （英文） （俄文）